# Faaborg Jernstøberi og Maskinfabrik
Faaborg Jernstøberi og Maskinfabrik, siden 2008 Falcon Industries A/S, er en dansk virksomhed i Faaborg, grundlagt i 1856 af L. Jensen (1822-1902).
Indehaver siden 1939 var Hans Paulsen (f. 1899).
Virksomheden lå Lagonis Minde 9 og senere L. Frandsensvej 4A i Faaborg.
I januar 2011 blev virksomheden begæret konkurs af Dansk Metal. I marts samme år overtog en tidligere medarbejder det eksisterende lager og genetablerede virksomheden under navnet Faaborg Jern ApS.